# 齋藤有紗
齋藤 有紗（さいとう ありさ、2001年3月29日 - ）は、日本のアイドル、タレント、俳優、お笑いコンビ・お気に召せてのボケ担当あり、女性アイドルグループ「ラフ×ラフ」のリーダー。千葉県出身。所属事務所は株式会社ALWAYS。

## 来歴

### 初期の活動
千葉県で生まれ育ち、幼少期から芸能活動に興味を持つ。
2019年5月、テレビ東京の番組『青春高校3年C組』3期生オーディションに合格し生徒役として出演。同番組内でアイドル部に所属し、バラエティでの対応力や個性を発揮したことが後のキャリアに繋がった。

### ラフ×ラフ結成
2022年、テレビプロデューサー佐久間宣行が手掛ける「佐久間Pアイドルプロデュースプロジェクト」のオーディションに参加。約2000人の中から最終審査を通過し、同年9月25日にラフ×ラフのメンバーとして選ばれた。
2022年12月8日にグループ名が正式発表され、齋藤はリーダーに就任。
2023年3月9日、池袋サンシャインシティ噴水広場でのデビューイベントで初披露され、シングル「100億点」でデビューを果たした。

### ソロ活動と舞台出演
アイドル活動と並行し、齋藤は個々での活動も展開。
2023年6月17日から25日には、東京・俳優座劇場で上演された舞台『シベリア少女鉄道 vol.36「当然の結末」』に出演し、演技の分野でも才能を発揮した。
また、お笑いへの強い興味から、2024年には佐藤佳奈子とのコンビ「お気に召せて」としてお笑い大会『U-25 OWARAI CHAMPIONSHIP』に参加し2回戦まで進出。M-1グランプリ2024では「ナイスアマチュア賞」を受賞するなど、バラエティアイドルの枠を超えた活躍を見せている。

## 人物
- ニックネーム: ありさ
- 趣味: お笑いライブ鑑賞、ネタ作り[9]
- 特技: 一発ギャグ、アルトサックス、けん玉[9]
- 性格: ファンからは「少し天然でほんわかしたリーダー」と評される一方、メンバー思いでグループを引っ張る姿勢が評価されている。
- お笑いへの情熱が強く、オーディションでは自作のフリップ芸を披露し注目を集めた。ラフ×ラフでは、バラエティ番組でのトーク力や大喜利スキルを活かし、グループの「お笑い担当」として中心的役割を担う。
- カマキリが好きすぎて2025年4月1日のエイプリルフールではXのアカウント名を「本物のカマキリ」、プロフィールも全てカマキリに寄せた内容に変更したがエラーで当日中に名前を戻せなくなるトラブルが発生。数日間「本物のカマキリ」を自称していた[10]。

## 出演

### テレビ
- 『青春高校3年C組』（2019年 - 2021年、テレビ東京）
- 『孤独のグルメ』 Season8 第4話（2019年10月26日、テレビ東京） - 客 役

### 舞台
- 『シベリア少女鉄道 vol.36「当然の結末」』（2023年6月17日 - 25日、俳優座劇場）

### 賞レース戦歴
- 女芸人No.1決定戦 THE W 2023 - 2回戦進出[11]

### イベント
- 齋藤有紗 オンライン生誕祭2024（2024年4月1日、SHOWROOM）